# Laienspiegel
Der Laienspiegel ist ein bedeutendes Rechtsbuch und Rechtsspiegel der frühen Neuzeit. Dabei handelt es sich um eine vom Nördlinger Stadtschreiber und Höchstädter Landvogt Ulrich Tengler 1509 für Laien vorgelegte Einführung in das gelehrte Recht, was bedeutet, dass die Zielsetzung des Buchs war, das rezipierte römische Recht möglichst allgemeinverständlich in deutscher Sprache zu vermitteln.
Behandelt werden in drei Büchern die Stellung weltlicher Herrschaftsträger (Richter, Partei, Fürsprecher, Vorstand, Bürgermeister, Ratsherr), die Gerichtsverfassung und das Privatrecht sowie das Strafverfahren. Zumeist hatten die Zieladressaten nicht studiert, was damals normal war, sodass sie eine Anleitung für das Recht benötigten.

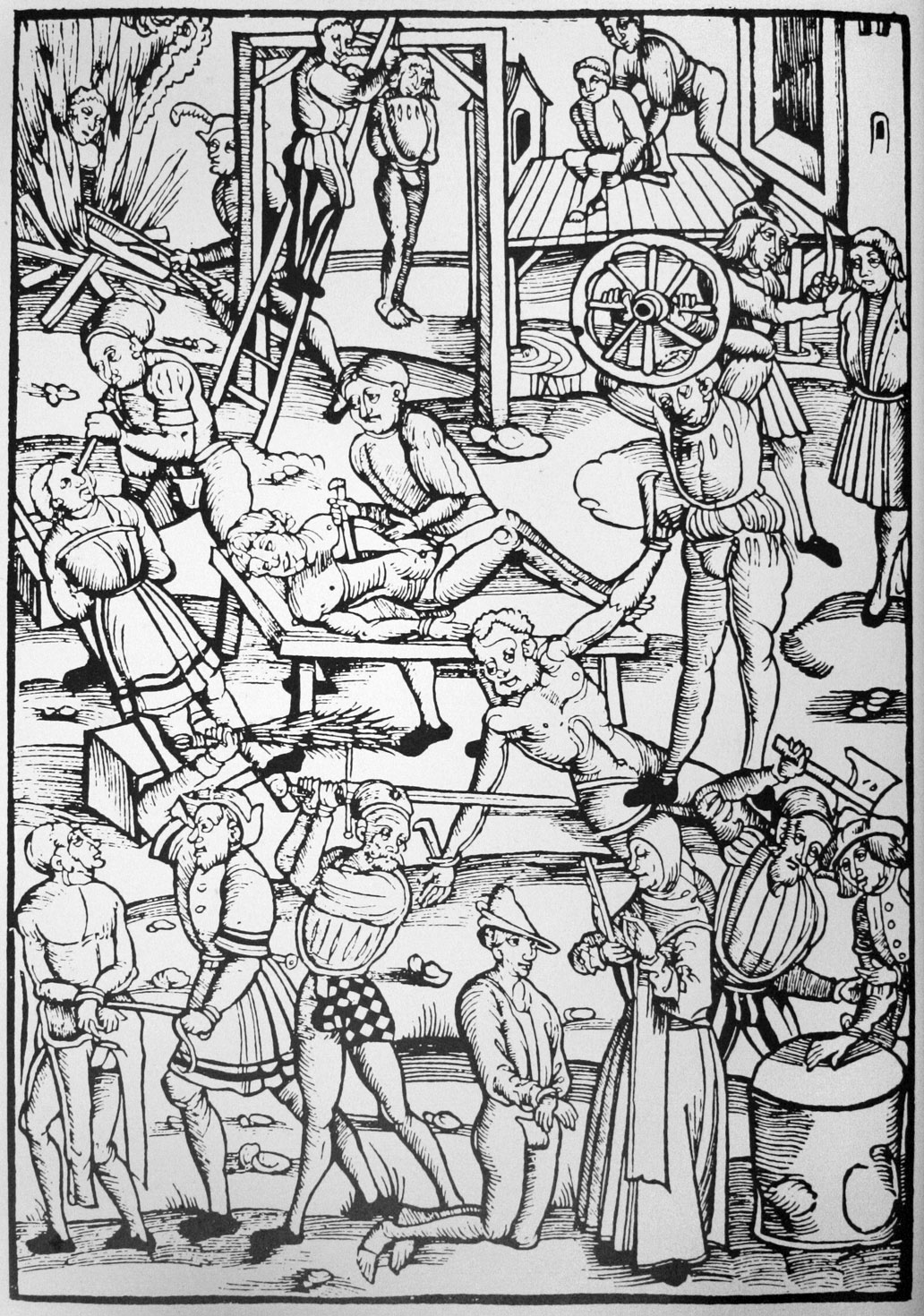
Strafvollstreckung.
Holzschnitt mit der Darstellung verschiedener Todes- und Leibestrafen, aus einem Raubdruck des Laienspiegels (Straßburg, 1510).

## Geschichte
Unter dem Titel „Laijen Spiegel. von rechtmässigen ordnungen in Burgerlichen vnd peinlichen regimenten. mit allegation[en] vn[d] bewerungen auß geschribnen rechten vnnd gesatzen“ wurde das Rechtsbuch in Spiegelform 1509 in Augsburg erstmals gedruckt. Es ist das Werk des nach 1440 geborenen Ulrich Tengler Herausgeber war der bedeutende Verleger Johann Rynmann von Öhringen. Der Humanist, Straßburger Stadtschreiber und Beisitzer am Reichskammergericht Sebastian Brant, der auch ein Vorwort verfasste, unterstützte und förderte dieses Unternehmen. 1511 erschien der Laienspiegel in überarbeiteter Version als „Der neu Laienspiegel“. Die Bedeutung des Werks lässt sich daran bemessen, dass es im Laufe des 16. Jahrhunderts mindestens 14 Druckausgaben erlebte, darunter zahlreiche „Raubdrucke“ (nicht autorisierte Nachdrucke).
Der in drei Bücher aufgeteilte Laienspiegel enthält Privatrecht, Strafrecht – jeweils eingebettet in entsprechende prozessuale Bestimmungen – und auch öffentliches Recht. Er ist im Aufbau und teils auch im Inhalt an den älteren Klagspiegel (um 1436) angelehnt, den Sebastian Brant wenige Jahre darauf neu auflegen ließ, nicht ohne zu empfehlen, stets beide Bücher zusammen zu gebrauchen. Vorbilder des Laienspiegels dürften ferner unter anderem das „Speculum iudiciale“ des Durantis (2. Hälfte 13. Jahrhundert), der „Malleus Maleficarum“ des Dominikaners Institoris (1487; sogenannter Hexenhammer), die „Constitutio Criminalis Bambergensis“ (1507) und vielleicht auch die „Magdeburger Fragen“ (eine private Sammlung Magdeburger Oberhofsprüche) gewesen sein.
Bemerkenswert sind die zahlreichen bedeutenden Holzschnitte des Laienspiegels. Für die in Augsburg gedruckte Erstauflage von 1509 schuf sie zum Teil der bislang nicht eindeutig identifizierbarer Meister „H.F.“ (vermutlich H. Furtenbach), der wohl in Straßburg wirkte. Für den erweiterten „Neuen Laienspiegel“ (Erstdruck Augsburg 1511) kamen sechs Holzschnitte des berühmten Hans Schäufelin hinzu. In den in Straßburg entstandenen Nachdrucken werden die Holzschnitte der Augsburger Ausgaben deutlich schlichter und in kleinerem Format nachgeahmt.
Ulrich Tengler, der wohl nie Jura studiert hatte, war wie auch schon Conrad Heyden, der Verfasser des Klagspiegels, Stadtschreiber einer süddeutschen Reichsstadt gewesen: Ab 1479 hatte Tengler dieses Amt in Nördlingen inne, um dann ab 1485 Rentmeister in Heidenheim (Brenz) und später Landvogt in Höchstädt (Donau) zu werden. In der Zeit als Landvogt – auf die Erfahrungen eines langen Lebens als Rechtspraktiker zurückblickend – verfasste er sein Werk.